# Se mi amate...
Se mi amate... (Critical Care) è un film del 1997 diretto da Sidney Lumet.

## Trama
Un giovane medico prossimo a finire il periodo d'internato viene sedotto da Felicia, la figlia di un paziente milionario in stato vegetativo. Nonostante l'anziano versi in condizioni irreversibili, il dottore si troverà al centro di una battaglia legale, con l'ospedale che vuole tenere l'uomo in vita con operazioni inutili per intascare la percentuale dell'assicurazione.